# Мадаріт
Мадаріт (Меттаріт) (*бірм. မဒရာဇ်ရာဇာ, д/н — 6 лютого 1743) — 39-й володар М'яу-У в 1738—1743 роках. У бенгальців відомий як Мадараджараджа.

## Життєпис
Належав до династії Нарапавара. Відомостей про нього обмаль. Ймовірно був офіційним спадкоємцем свого брата — володаря Сандавізаї II. У січні 1738 року проти того повстав очільник бенгальських мусульман Чун Кат'я, який 25 березня повалив правителя. Але вже 28 березня Мадаріт здолав Кат'ю, посівши трон.
Згідно з хронікою «Ракхіна Разавіна», він був дуже побожним буддистом. Ймовірно відновив внутрішню стабільність та єдність держави, зумівши приборкати повстання, насамперед племена тека і мйонса, а також рохінджа. Ймовірно у 1740 і 1741 роках наказав здійснити грабіжницькі напади на володіння навабів Бенгалії, користучись боротьбою за владу між Сарфараз-ханом й Аліварді-ханом. Біля порту Читтагонг відбулася запекла битва, що завершилася успіхом флоту М'яу-У, але сам порт не вдалося захопити. Ймовірно в цей час починаються також піратські дії араканців.
Наприкінці 1742 року країна зазнала потужної епідемії віспи, від якої у лютому 1743 року помер сам Мадаріт. Йому спадкував стрийко Нара Апая.